# Муракамі Йосікійо
Муракамі Йосікійо (*村上 義清, 29 березня 1501  —3 лютого 1573) — впливовий даймьо Кацурао в провінції Сінано в період Сенґоку.

## Життєпис
Походив з самурайського роду Муракамі. Народився 1501 року в замку Кацурао. 1515 року відбулася церемонія генпуку (повноліття), після чого отримав ім'я Йосікійо. 1520 року після смерті батька очолив рід Муракамі (за іншими відомостями це відбулося 1526 року). Протягом 1530-х років намагався дотримуватися загалом мирних стосунків із сусідами.
У 1542 році вступив в союз з Оґасавара Наґатокі, Сува Йорісіґе, Кіса Йосіясу проти Такеда Шінґена, але разом із союзниками зазнав поразки. У 1546 року з військовим у 6 тис. самураїв прийшов на допомогу замку Тойсі, який взяв в облогу Такеда, але зазнав поразки від останнього. Але вже 1547 року у битві при замкі Сіга здобув перемогу над військами такеда, а 1548 року у битві при Уедахарі Муракамі Йосікійо завдав тяжкої поразки Такеда Шінґену, але не зміг знищити суперника. При цьому вперше в історії війн Японії було застосовано вогнепальну зброю (Муракамі сформував загін, озброєний рушницями китайського виробництва).
У 1550 року боровся з Санада Юкітака за замок Тойсі, але зрештою вимушений був поступитися ним. 1553 року Такеда завдав поразки залозі Муракамі й захопив замок Кацурао. У 1554 року зазнав нової поразки від Такеда Шінґен під замком Канноміне, який було втрачено. В результаті фактично втратив провінцію Сінано, яку захопив Такеда.
За цим обставин звернувся до Уесуґі Кеншін по допомогу, визнавши того зверхність. Отримав замок Неті в провінції Етіґо. В подальшому служив у війську Уесуґі. Відзначився в Першій (1553 рік) і Четвертій (1561 рік) битвах біля Каванакаджіми.
У 1559 році остаточно втратив решту володінь в провінції Сінано. Протягом 1560-х років робив неодноразові спроби повернути колишні володіння, але без особливого успіху. 1569 року зрікся влади, передавши її старшому синові Муракамі Кунікійо. Помер 1573 року в замку Неті.